# Постање 1, 3
Прва књига Мојсијева 1, 3 (скраћено: 1 Мој 1, 3) или Постање 1, 3 је трећи стих приповести о стварању света која се налази у Старом завету Светога писма (за хришћане) или у Тори Танаха (за Јевреје). Стих гласи: „И рече Бог: Нека буде светлост. И би светлост.”
Реченица „Нека буде светлост” (попут „У почетку” у Постању 1, 1) ушла је у општу употребу као фраза. То је мото (понекад у свом латинском облику, fiat lux) многих образовних институција (где се светлост користи као метафора за знање); Универзитет Калифорније је један пример.

## Тумачења

### Речи
Августин Хипонски, у свом делу Град Божји, тумачи овај стих као указивање „не само да је Бог створио свет, већ и да га је створио речју.” Речи „нека буде светлост” представљају прве божанске речи у Библији. Латински облик „нека буде светлост” је „fiat lux”, и овај опис стварања заповешћу довео је до теолошког израза „стварање наредбом”. Речима Питера Крифта, Бог је „једноставно проговорио... и тако је настало.”
Герхард фон Рад сматра да је импликација овога „најрадикалнија разлика између Створитеља и створења. Стварање се не може ни приближно сматрати еманацијом од Бога; оно није нека врста изливања или одраза Његовог бића, тј. Његове божанске природе, већ је пре производ Његове личне воље.”

### Светлости
Свети Василије Велики истиче улогу светлости у томе што свет чини лепим, као и Свети Амброзије, који пише: „Али добри Творац изговори реч 'светлост' како би открио свет уносећи у њега сјај, и тако учинио да изгледа лепо.”
Светлост је овде описана као створена пре сунца, месеца и звезда, који се појављују четвртог дана (Постање 1, 14–19). У неким јеврејским тумачењима, светлост створена овде је прапостојанска светлост, по природи различита (и јача) од оне која је повезана са сунцем. Светлост је такође тумачена метафорички, и повезује се са Псалмом 104 (који се сматра „песмом стварања”), где је Бог описан као онај који се обавија светлошћу као огртачем.
Неки аутори су видели везу између овог стиха и Великог праска у физичкој космологији.